# Máy phát hồng ngoại khí quyển

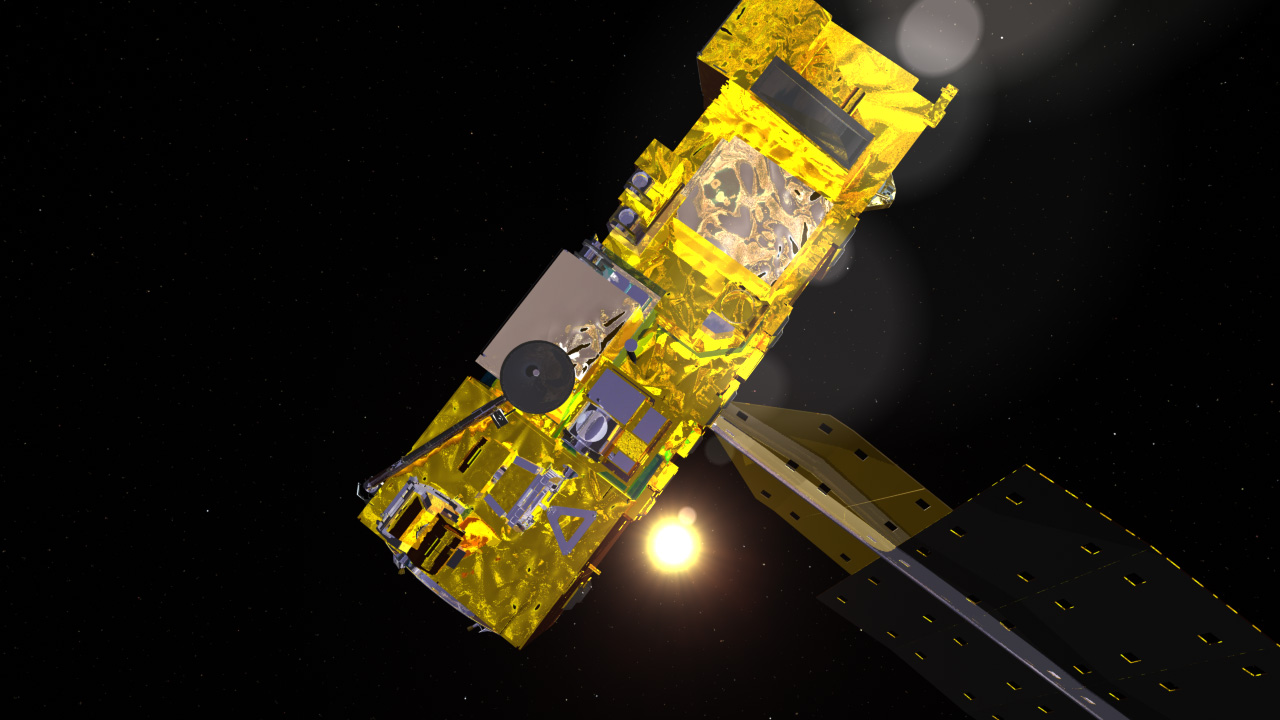
Thiết bị AIRS bay trên vệ tinh Aqua của NASA.

Máy phát hồng ngoại khí quyển (AIRS) là một trong sáu thiết bị bay trên vệ tinh Aqua của cơ quan vũ trụ NASA (Hoa Kỳ), được phóng vào ngày 4 tháng 5 năm 2002. Thiết bị này được thiết kế để hỗ trợ dành riêng cho hoạt động nghiên cứu khí hậu và cải thiện dự báo thời tiết.

## Công nghệ
Thuật ngữ "âm thanh" trong tên của Máy phát hồng ngoại khí quyển AIRS đề cập đến thực tế là thiết bị đo nhiệt độ và hơi nước cùng chung một hàm về cao độ.
Những đám mây dày hoạt động như bị cản trở bởi một bức tường thành năng lượng hồng ngoại, được đo bằng AIRS. Tuy nhiên, các thiết bị vi sóng trên tàu Aqua có thể nhìn xuyên qua các đám mây với độ chính xác hạn chế hơn nhiều. Người ta sử dụng thuật toán máy tính đặc biệt, dữ liệu từ AIRS và các thiết bị vi sóng được kết hợp để cùng nhau cung cấp ra các phép đo chính xác cao trong mọi điều kiện đám mây dẫn đến ảnh chụp toàn cầu hàng ngày về trạng thái của khí quyển rất rõ nét.

## Khoa học và ứng dụng AIRS
AIRS và máy phát âm vi sóng đồng hành AMSU có khả năng quan sát toàn bộ cột khí quyển từ bề mặt của Trái đất đến đỉnh khí quyển. Dữ liệu chính của các thiết bị này trả về là phổ hồng ngoại ở 2378 tần số riêng lẻ. Phổ hồng ngoại rất nhiều thông tin về thông tin của nhiều loại khí trong khí quyển.
Thành tựu khoa học chính của thiết bị AIRS là nó giúp cải thiện dự báo thời tiết và cung cấp thông tin mới về chu trình nước và năng lượng. Các công cụ cũng mang lại thông tin về một số khí và hiệu ứng nhà kính quan trọng. 

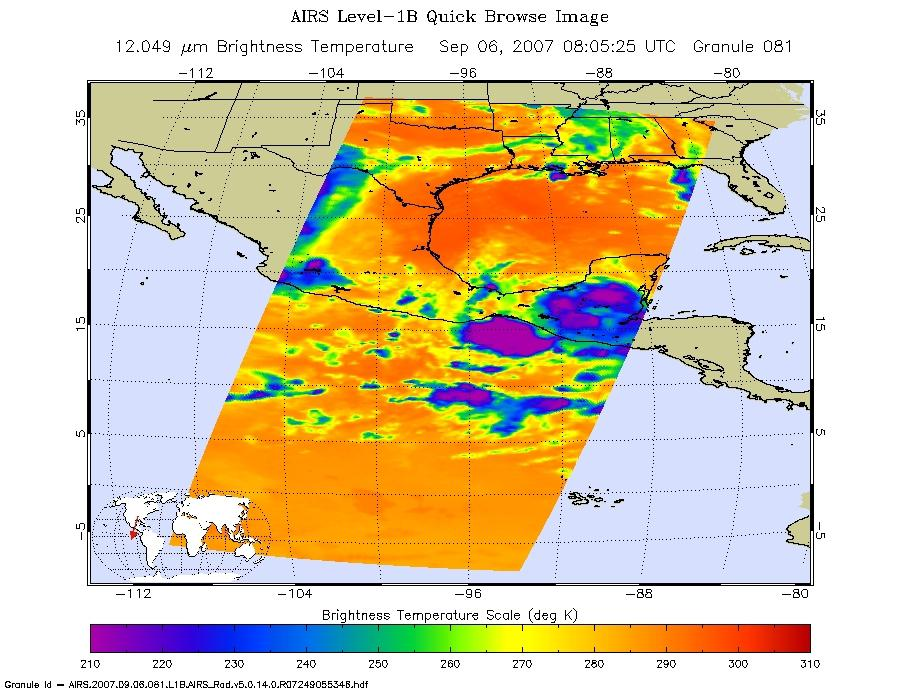
Hình ảnh hồng ngoại này từ AIRS cho thấy tàn dư của cơn bão Felix vào tháng 9 năm 2007.

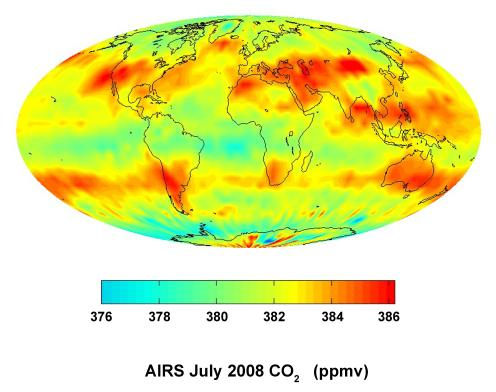
AIRS maps the distribution of carbon dioxide in the atmosphere.

Dự báo thời tiết và khí hậu